# Pinchas Eliav
Pinchas Nathan Eliav (hebräisch פנחס נתן אליאב; geboren als Nathan Lauber 23. Dezember 1924 in Perehińsko, Polen; gestorben 16. Juli 2014 in Israel) war ein israelischer Diplomat.

## Leben
Nathan Lauber war ein Sohn des Kaufmanns Joshua Lauber und der Shoshana Rubenstein, sein 1920 geborener Bruder Mordechai wurde später Historiker. Die Familie lebte nach 1924 in Köln, wo Lauber die jüdische Schule besuchte. Nach der Machtübergabe an die Nationalsozialisten 1933 floh sie in die Niederlande, gelangte 1934 nach Palästina und nahm dort 1949 den Familiennamen Eliav an. 
Lauber studierte ab 1942 an der Hebräischen Universität Jerusalem. Er engagierte sich in der Haganah und war 1948/49 Soldat der Israelischen Verteidigungsstreitkräfte (IDF). Er besuchte von 1946 bis 1948 die Diplomatenschule der Jewish Agency und machte 1949 einen Magister-Abschluss. Eliav wurde 1949 in den Diplomatischen Dienst Israels aufgenommen. Ab 1960 war er Generalkonsul in Montreal, ab 1962 Botschaftsrat in Brüssel, ab 1968 politischer Direktor der UN-Abteilung im Auswärtigen Amt. Ab 1975 war er im Rang eines Botschafters Stellvertreter des Ständigen Vertreters Israels bei den Vereinten Nationen in New York und Vertreter bei der UN in Genf.